# Императорский тамарин
Императорский тамарин (лат. Saguinus imperator) — вид игрунковых обезьян из рода тамаринов (Saguinus).

## Классификация и ареал
Традиционно выделяют два подвида императорского тамарина:
- Saguinus imperator imperator (Goeldi, 1907) распространён между реками Акри и Пурус, на территории Бразилии (штат Акри) и Перу;
- Saguinus imperator subgrisescens (Lönnberg, 1940) встречается в Перу, Боливии и Бразилии (штаты Акри и Амазонас).

В 2023 году было опубликовано комплексное исследование, включающее анализ признаков шерсти, морфометрии черепа, дивергенции цитохрома b и географического распространения этих двух предполагаемых подвидов. Авторы исследования пришли к выводу, что Saguinus imperator и Saguinus subgrisescens следует классифицировать как два отдельных, но близкородственных вида. Данное разделение было признано базой данных Американского общества маммологов (ASM Mammal Diversity Database).

## Внешний вид и образ жизни
Название вида («императорский») связано с наличием у этих обезьян пышных белых «усов» и дано в честь кайзера Вильгельма II. Длина тела — около 25 см, хвоста — около 35 см. Масса взрослых особей — 250—500 граммов. Питаются тамарины фруктами, ведут дневной образ жизни. Живут небольшими группами по 8—15 особей.